# Firovo
Firovo (in russo Фирово?) è un insediamento di tipo urbano della Russia europea nell'oblast' di Tver'; è il centro amministrativo del rajon Firovskij.
Si trova 150 km (in linea d'aria) a nord-ovest di Tver'.